# Ван Цзіпен
Ван Цзіпен (кит.: 王繼鵬; піньїнь: Wáng Jìpéng; помер 29 серпня 939) — четвертий правитель держави Мінь періоду п'яти династій і десяти держав.

## Життєпис
Був сином і спадкоємцем Ван Яньцзюня. Зайняв трон після смерті батька 935 року.
Правив упродовж чотирьох років, після чого був повалений власним дядьком Ван Яньсі.
Джерела змальовують його як зверхнього й не надто мудрого правителя, який не дослухався до думок своїх радників. Через це він швидко втратив авторитет, що зрештою, призвело до змови та перевороту влітку 939 року.